# Isuzu Trooper
Isuzu Trooper – samochód terenowy produkowany przez firmę Isuzu w latach 1983–2002. 

## Pierwsza Generacja (1983–1992)

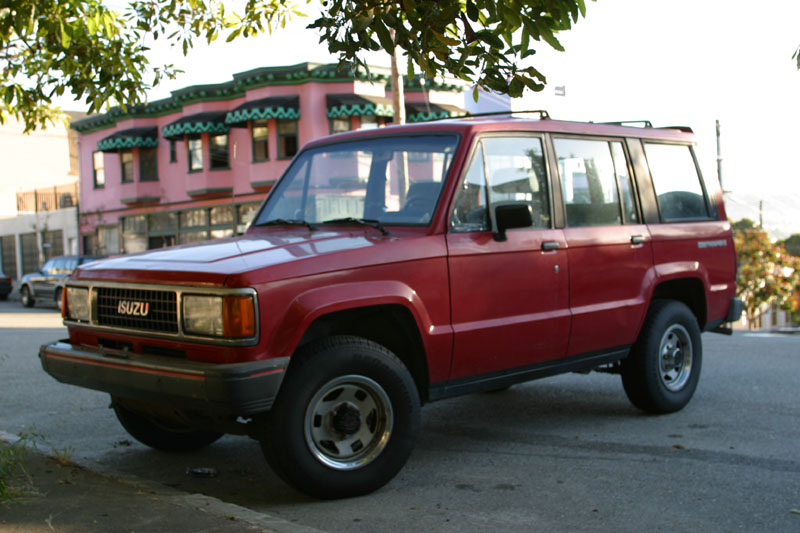
Isuzu Trooper I generacji

Pierwsze samochody modelu Trooper pojawiły się w 1983 roku. Były to wersje dwu- oraz czterodrzwiowe. Auto oparto na konstrukcji ramowej, z niezależnym przednim zawieszeniem i sztywnym tylnym mostem na resorach piórowych. Auto wyposażane było w silnik benzynowy o pojemności 2224 cm3, który rozwijał 66 kw/90 KM przy 4600 obr./min, 167 Nm przy 2600 obr./min, oraz silnik wysokoprężny o pojemności 2222 cm3 rozwijającym 39 kw/53 KM przy 4000 obr./min, 120 Nm przy 2200 obr./min, a wersji z turbosprężarką 53 kw/72 KM przy 4000 obr./min, 154 Nm przy 2500 obr./min. W roku 1988, oferta została uzupełniona o nowy silnik benzynowy z wtryskiem paliwa o pojemności 2536 cm3 o mocy 85 kw/115 KM przy 5000 obr./min, 195 Nm przy 2500 obr./min, wycofano silnik Diesla 2.2L i zastąpiono go nowym o pojemności 2752 cm3 o mocy 71 kw/97 KM przy 3700 obr./min, 208 Nm przy 2100 obr./min. Rok później wprowadzono do sprzedaży wersję z chłodnicą powietrza doładowującego (intercooler), wzmocnioną do 78 kW/106 KM przy 3850 obr./min, 242 Nm przy 2300 obr./min. Przeniesienie napędu odbywało się przez manualną skrzynię biegów i reduktor, który posiadał 3 przełożenia:
- 2H (napędzana tylko tylna oś),
- 4H (napęd 4x4 z przełożeniem drogowym),
- 4L (napęd 4x4 z przełożeniem terenowym).

Ostatnie samochody pierwszej generacji, z charakterystycznym kanciatym kształtem produkowane były do 1992 roku.

## Druga Generacja (1992–2002)

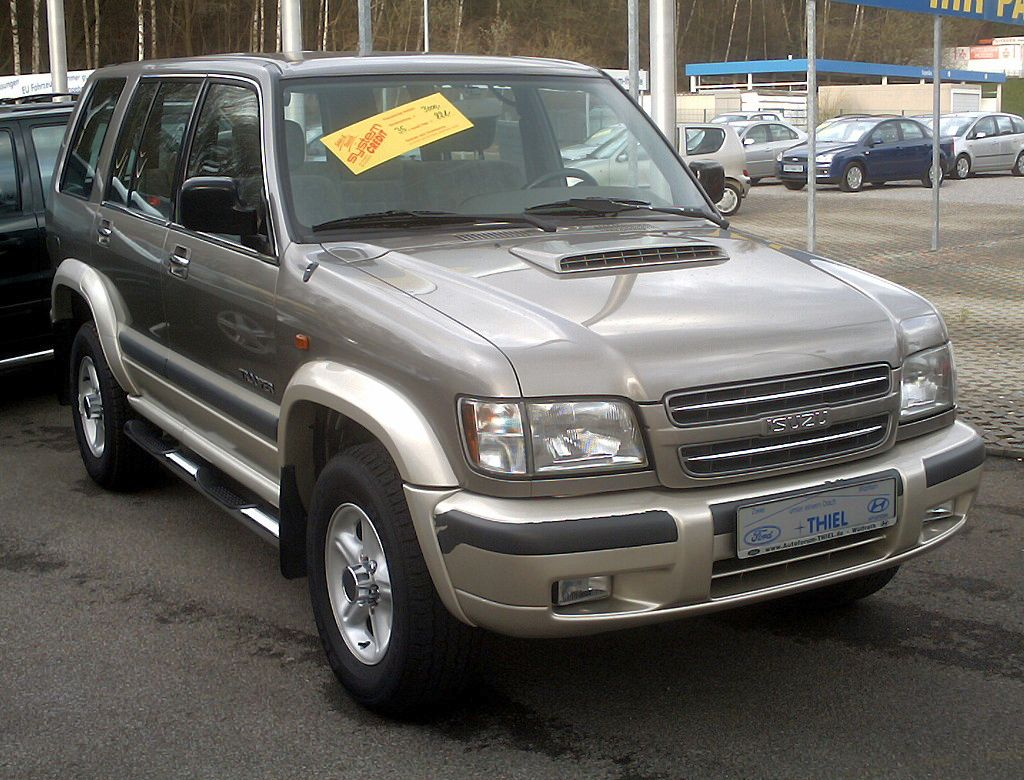
Isuzu Trooper II generacji

Trooper drugiej generacji to zupełnie na nowo zaprojektowany samochód. Przedstawiony w 1991 roku w Japonii był wyraźnie większy, mocniejszy i dużo bardziej luksusowy od swojego poprzednika.
Przednie zawieszenie było zbudowane podobnie jak w poprzedniej wersji pierwszej generacji, w tylnym zaś wykorzystano cztery drążki wzdłużne wraz z drążkiem Panharda i sprężynami śrubowymi.
W Trooperze drugiej generacji pojawiła się możliwość przewożenia łącznie 7 osób za sprawą dodatkowego rzędu siedzeń. Było to jednak możliwe tylko w wersji długiej.
W Europie samochód był oferowany pod nazwą Opel Monterey w latach 1992–1999.